# Music of the Spheres (álbum de Coldplay)
Music of the Spheres é o nono álbum de estúdio da banda britânica de rock alternativo Coldplay. Foi lançado em 15 de outubro de 2021 pela gravadora Parlophone no Reino Unido e Atlantic Records nos Estados Unidos. O álbum foi produzido por Max Martin, que é um novo produtor da discografia da banda. Possui participações especiais de Selena Gomez, We Are King, Jacob Collier e BTS. Também traz contribuições do produtor eletrônico Jon Hopkins.
Tratando-se de um álbum conceitual com tema espacial, Music of the Spheres é ambientado em um sistema planetário fictício chamado The Spheres, que contém nove planetas, três satélites naturais, uma estrela e uma nebulosa, cada um correspondendo a uma determinada faixa do disco. De acordo com o vocalista Chris Martin, seu conceito e temas foram inspirados na franquia de filmes Star Wars, o que o fez se perguntar como outros artistas poderiam ser em todo o universo.
Music of the Spheres recebeu críticas mistas através de críticos da música, muitos dos quais criticaram seu estilo abertamente voltado para a música pop. No entanto, a faixa de encerramento do álbum, "Coloratura", foi amplamente aclamada pela crítica, principalmente por sua longa estrutura e produção não convencional. "Higher Power", "My Universe" e "Let Somebody Go" foram lançados como singles principais do álbum, enquanto que "Coloratura" e "People of the Pride" foram disponibilizados como singles promocionais.

## Antecedentes
A ideia de um álbum com tema espacial havia sido idealizada pela banda desde 2010, quando o vocalista da banda, Chris Martin, propôs um projeto de "construir um sistema solar", conforme revelado em um blog postado pela banda, intitulado "Roadie #42". Na época do lançamento de Everyday Life, em novembro de 2019, uma das dicas estava escondida no encarte das edições físicas em vinil e digibook do álbum, em que um outdoor preto e branco em um campo anuncia "Music of the Spheres". No canto inferior esquerdo, uma escrita menor diz "Coldplay coming soon". Isso, combinado com a história da banda de teasers para materiais futuro, alimentaram as especulações sobre os temas e a data de lançamento de Music of the Spheres. Outras dicas para o material futuro estavam supostamente escondidas nas letras das canções e nos videoclipes da era Everyday Life.

## Promoção
Em 23 de abril de 2021, uma postagem de uma conta intitulada 'Alien Radio FM' nas redes sociais divulgou um conjunto de coordenadas (51°30'24.6"N 0°08'34.4"W) que levavam ao Green Park em Piccadilly, Londres. A postagem incluía uma foto de um anúncio nessas coordenadas com caracteres de neon roxos brilhantes desconhecidos em um fundo azul. Os caracteres foram rapidamente decodificados por sites de fãs e diziam "Coldplay Higher Power May Seven". Postagens semelhantes viriam a seguir, todas provocando o single principal, "Higher Power".
Em 29 de abril de 2021, Coldplay confirmou em suas redes sociais que um novo single chamado "Higher Power" seria lançado em 7 de maio. A canção foi produzida por Max Martin, a quem a banda chamou de "uma verdadeira maravilha do universo". Um visualizador de áudio para a canção, que foi dirigido por Paul Dugdale, estreou no canal do Coldplay no YouTube no mesmo dia. Marcado como uma forma de "transmissão extraterrestre", a banda mostrou o vídeo ao astronauta da Agência Espacial Europeia Francesa Thomas Pesquet a bordo da Estação Espacial Internacional antes de seu lançamento ao público.
Após o ciclo de promoção de "Higher Power", o diretor criativo Phil Harvey fez um possível anúncio em 19 de julho. Durante o dia seguinte, o álbum e sua lista de faixas foram revelados, com a banda mencionando que "Coloratura" seria lançada como um trecho do álbum em 23 de julho, enquanto o próximo single oficial seria lançado apenas em setembro. Em 13 de setembro, Coldplay anunciou que seu segundo single "My Universe", com colaboração com o grupo de K-pop BTS, seria lançado em 24 de setembro de 2021. Em 4 de outubro de 2021, Selena Gomez confirmou via Twitter que ela faz uma participação na faixa "Let Somebody Go"; mais tarde foi confirmada que ela seria o terceiro single do álbum, onde foi lançado nas rádios adult contemporary em 14 de fevereiro de 2022. Um videoclipe foi lançado uma semana antes, em 7 de fevereiro de 2022.

## Recepção da crítica
| Críticas profissionais | Críticas profissionais |
| Pontuações agregadas   | Pontuações agregadas   |
| Fonte                  | Avaliação              |
| ---------------------- | ---------------------- |
| AnyDecentMusic?        | 5,0/10                 |
| Metacritic             | 55/100                 |
| Avaliações da crítica  |                        |
| Fonte                  | Avaliação              |
| AllMusic               | [ 33 ]                 |
| Clash                  | 5/10                   |
| The Daily Telegraph    | [ 35 ]                 |
| Financial Times        | [ 36 ]                 |
| The Guardian           | [ 37 ]                 |
| The Independent        | [ 38 ]                 |
| Pitchfork              | 5,1/10                 |
| NME                    | [ 40 ]                 |
| Rolling Stone          | [ 10 ]                 |
| The Times              | [ 41 ]                 |

Music of the Spheres recebeu críticas mistas dos críticos. No Metacritic, que atribui uma classificação normalizada de 100 às resenhas dos críticos convencionais, o álbum tem uma pontuação média de 55/100 com base em 18 avaliações, o que indica "críticas mistas ou médias". Isso o torna o álbum de menor pontuação da banda até o momento na plataforma. Ludovic Hunter-Tilney, do Financial Times, deu ao álbum duas estrelas de cinco, elogiando suas letras alegres, mas criticando seu sentimento superficial. Este sentimento foi ecoado por Neil McCormick, do The Daily Telegraph, que chamou o álbum de "uma corrida vertiginosa do açúcar" e deu-lhe três estrelas de cinco. Alexis Petridis, do jornal The Guardian, também deu ao álbum duas estrelas de cinco, chamando seus tons pop de uma tentativa "desesperada" da banda de permanecer no topo das paradas musicais. Rhian Daly, da NME, deu ao álbum quatro estrelas de cinco, e disse que "embora Music of the Spheres pareça a quintessência do Coldplay, há mais alguns momentos surpreendentes enterrados em sua lista de faixas". Neil Z. Yeung, da AllMusic, também deu ao álbum quatro estrelas de cinco, chamando-o de "o álbum mais descaradamente centrado no pop e otimista até agora". Ele comentou: "Esta peça conceitual de ficção científica é o sucessor espiritual dos predecessores em tecnicolor Mylo Xyloto e A Head Full of Dreams – ultrapassando ambos com seu foco nítido e tempo de execução enxuto – enquanto mantém a energia que desafia os limites ouvida em Kaleidoscope EP e Everyday Life."
Muitos analistas, porém, elogiaram a faixa final, "Coloratura". Yeung comentou que "embora eles normalmente terminem seus álbuns com uma nota grandiosa e edificante, ["Coloratura"] leva o prêmio por sua ambição e beleza absoluta." Ella Kemp, escrevendo para a Rolling Stone do Reino Unido, disse que a canção "pode ser a coisa mais deslumbrante que o Coldplay já fez, uma experiência extensa no estilo Pink Floyd que compensa infinitamente". Will Hodgkinson, do The Times, descreveu a faixa como uma "visão progressista de uma utopia melódica com tons de Pink Floyd em sua forma mais promissora". Jeremy Levine, da PopMatters, elogiou a faixa por assumir "muitos riscos estruturais que permitem atingir um nível surpreendente de intimidade. Ainda é um pouco exagerado nas letras, mas as variações no tom, bem como o uso climático da instrumentação retrô da banda, deixa-nos com pelo menos um lampejo do brilho do Coldplay". Tilney sentiu que o conceito do álbum "só realmente registra" em "Coloratura", elogiando as orquestrações elaboradas e "letras mais sofisticadas do que os constrangimentos das canções anteriores". Tilney concluiu que ela "expõe o resto da superficialidade do álbum." Paolo Ragusa, da Consequence, concordou, dizendo que a canção "realmente revela como esse álbum deve soar: extenso, estranho e único." Bobby Olivier, da revista Spin, por outro lado, escreveu que a faixa é "longa demais", enquanto que David Cobbald, da The Line of Best Fit, disse que ela "falta um senso de originalidade, já que todas as emoções e letras apareceram em seu caminho anteriormente."

## Lista de faixas
| Lista de faixas de Music of the Spheres |                                                 | |                                                                      |         |  |
| N.º                                     | Título                                          | Compositor(es) | Produtor(es)                                                         | Duração |  |
| 1.                                      | "Music of the Spheres"                          | Guy Berryman · Jonny Buckland · Will Champion · Chris Martin · Max Martin · Bill Rahko                                  | M. Martin · Oscar Holter · Rahko · Simpson · Green · Vindver         | 0:53    |  |
| 2.                                      | "Higher Power"                                  | Berryman · Buckland · Champion · C. Martin · M. Martin · Federico Vindver · Denise Carite                               | M. Martin · Holter · Bill Rahko · Rik Simpson · Daniel Green         | 3:31    |  |
| 3.                                      | "Humankind"                                     | Berryman · Buckland · Champion · C. Martin · M. Martin · F. Vindver · Daniel Green · Jon Hopkins · Holter · Stephen Fry | M. Martin · Holter · Rahko · Simpson · Green · Hopkins               | 4:26    |  |
| 4.                                      | "Alien Choir"                                   | Berryman · Buckland · Champion · C. Martin · M. Martin · J. Hopkins                                                     | M. Martin · Rahko · Hopkins                                          | 0:53    |  |
| 5.                                      | "Let Somebody Go" (com Selena Gomez)            | Berryman · Buckland · Champion · C. Martin · Selena Gomez · Apple Martin · M. Martin · Holter · B. Rahko                | M. Martin · Holter · Rahko · Simpson · Green · Hopkins               | 4:01    |  |
| 6.                                      | "Human Heart" (com We Are King e Jacob Collier) | Berryman · Buckland · Champion · C. Martin · M. Martin · Jacob Collier · Paris Strother · Amber Strother                | M. Martin · Holter · Rahko                                           | 3:09    |  |
| 7.                                      | "People of the Pride"                           | Berryman · Buckland · Champion · C. Martin · M. Martin · B. Rahko · Derek Dixie · Samuel Falson · Jesse Rogg            | M. Martin · Holter · Rahko · Simpson · Green                         | 3:37    |  |
| 8.                                      | "Biutyful"                                      | Berryman · Buckland · Champion · C. Martin · M. Martin · Davide Rossi · O. Holter                                       | M. Martin · Holter · Rahko · Simpson · Green · Angel Lopez · Vindver | 3:12    |  |
| 9.                                      | "Music of the Spheres II"                       | Berryman · Buckland · Champion · C. Martin · M. Martin                                                                  | M. Martin · Rahko                                                    | 0:21    |  |
| 10.                                     | "My Universe" (com BTS)                         | Berryman · Buckland · Champion · C. Martin · M. Martin · Rahko · Suga · J-Hope · RM                                     | M. Martin · Holter · Rahko · Simpson · Green                         | 3:46    |  |
| 11.                                     | "Infinity Sign"                                 | Berryman · Buckland · Champion · C. Martin · M. Martin · J. Hopkins                                                     | M. Martin · Holter · Rahko · Simpson · Green · Hopkins               | 3:46    |  |
| 12.                                     | "Coloratura"                                    | Berryman · Buckland · Champion · C. Martin · Paris Strother · John Metcalfe · Davide Rossi · M. Martin                  | M. Martin · Holter · Rahko · Simpson · Green                         | 10:18   |  |
| Duração total:                          | Duração total:                                  | Duração total: | Duração total:                                                       | 41:53   |  |

| Faixas bônus da edição japonesa |                               |                                                                           |                                                       |         |  |
| N.º                             | Título                        | Compositor(es)                                                            | Produtor(es)                                          | Duração |  |
| 13.                             | "Higher Power" (acústico)     | Berryman · Buckland · Champion · C. Martin · M. Martin · Vindver · Carite | M. Martin · Holter · Rahko · Simpson · Green          | 3:34    |  |
| 14.                             | "Higher Power" (Tiësto Remix) | Berryman · Buckland · Champion · C. Martin · M. Martin · Vindver · Carite | M. Martin · Holter · Rahko · Simpson · Green · Tiësto | 3:49    |  |
| Duração total:                  | Duração total:                | Duração total:                                                            | Duração total:                                        | 48:36   |  |

Notas
- "Music of the Spheres" é estilizada como ""
- "Alien Choir" é estilizada como ""
- "Human Heart" é estilizada como "")
- "Music of the Spheres II" é estilizada como ""
- "Infinity Sign" é estilizada como ""

## Desempenho nas tabelas musicais
| Tabela musical (2021)                   | Melhor posição |
| --------------------------------------- | -------------- |
| Alemanha (Offizielle Deutsche Charts)   | 2              |
| Argentina (CAPIF)                       | 2              |
| Austrália (ARIA)                        | 1              |
| Áustria (Ö3 Austria Top 40)             | 2              |
| Bélgica (Ultratop Valônia)              | 1              |
| Bélgica (Ultratop Flandres)             | 1              |
| Canadá (Billboard)                      | 2              |
| República Tcheca (ČNS IFPI)             | 1              |
| Croácia (HDU)                           | 1              |
| Dinamarca (Hitlisten)                   | 6              |
| Escócia (Official Scottish Albums)      | 1              |
| Eslováquia (ČNS IFPI)                   | 1              |
| Espanha (PROMUSICAE)                    | 1              |
| Estados Unidos (Billboard 200)          | 4              |
| Estados Unidos (Top Alternative Albums) | 1              |
| Estados Unidos (Top Rock Albums)        | 1              |
| Finlândia (Suomen virallinen lista)     | 4              |
| França (SNEP)                           | 1              |
| Grécia (IFPI Greece)                    | 8              |
| Hungria (MAHASZ)                        | 4              |
| Irlanda (Official Irish Albums)         | 1              |
| Islândia (Plötutíðindi)                 | 24             |
| Itália (FIMI)                           | 4              |
| Japão (Billboard Japan)                 | 10             |
| Japão (Oricon)                          | 13             |
| Japão International Albums (Oricon)     | 6              |
| Lituânia (AGATA)                        | 8              |
| Noruega (VG-lista)                      | 2              |
| Nova Zelândia (RMNZ)                    | 2              |
| Países Baixos (Dutch Charts)            | 1              |
| Polónia (ZPAV)                          | 5              |
| Portugal (AFP)                          | 1              |
| Reino Unido (Official Albums Chart)     | 1              |
| Suécia (Sverigetopplistan)              | 3              |
| Suíça (Schweizer Hitparade)             | 2              |

| Tabela musical (2021)                   | Posição |
| --------------------------------------- | ------- |
| Alemanha (Offizielle Top 100)           | 42      |
| Áustria (Ö3 Austria)                    | 53      |
| Bélgica (Ultratop Flanders)             | 31      |
| Bélgica (Ultratop Wallonia)             | 17      |
| Espanha (PROMUSICAE)                    | 62      |
| Estados Unidos (Top Alternative Albums) | 34      |
| Estados Unidos (Top Rock Albums)        | 60      |
| Itália (FIMI)                           | 98      |
| Países Baixos (Album Top 100)           | 41      |
| Reino Unido (OCC)                       | 14      |
| Suíça (Schweizer Hitparade)             | 19      |

## Histórico de lançamento
| Região | Data                  | Formato                                             | Gravadora                                    | Ref.        |
| ------ | --------------------- | --------------------------------------------------- | -------------------------------------------- | ----------- |
| Mundo  | 15 de outubro de 2021 | Download digital · streaming · cassete · CD · vinil | Parlophone · Atlantic Records · Warner Music | [ 8 ] [ 9 ] |